# Fernando Pérez de Funes
Fernando Pérez de Funes, o Ferrando Pérez de Funes (Funes, Reino de Navarra, c. 1153-Calahorra, c. 1223), fue un canónigo, arcediano de Berberiego, canciller real e iluminador navarro autor de los códices iluminados conocidos como las Biblias de Pamplona por encargo del rey Sancho VII el Fuerte. Figura entre los miniaturistas medievales más destacados. Pertenece a la categoría de biblias ilustradas compuestas de numerosas miniaturas y con escaso texto. 

## Biografía
Fue un miembro de la corte regia de Navarra en época de Sancho VI el Sabio que culminó su trayectoria como canciller real en 1187, un cargo que mantuvo después hasta 1194 una vez comenzado el reinado de Sancho VII el Fuerte. En la misma fecha de su nombramiento como canciller fue elegido arcediano de Berberiego dentro de la catedral de Calahorra donde figura en la documentación de forma ininterrumpida entre 1188 y 1209. Desde 1197 se mantuvo retira en su canonjía calagurritana, ocupando un lugar relevante en el coro y cabildo diocesano de Calahorra.
Esta vinculación con Calahorra, además de compartir el mismo lugar de origen, Funes, ha favorecido la idea de algunas investigadores sobre un posible parentesco con Sancho de Funes, el obispo de Calahorra (1118-1146), reforzando estas afirmaciones concurren las circunstancias de que el obispo calagurritano hubiera favorecido la creación de un scriptorium para la elaboración de códices miniados.

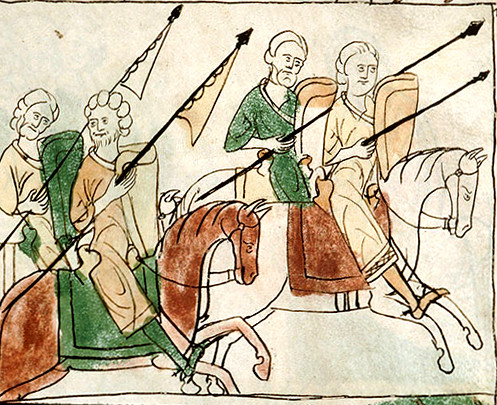
Caballería en la primera Biblia de Pamplona (1197) conservada en la Biblioteca Municipal de Amiens.

## Las Biblias de Pamplona
La composición e ilustración de la primera Biblia de Pamplona se la encargó Sancho el Fuerte y la tuvo finalizada en 1197. Este ejemplar se conserva actualmente en la Biblioteca Municipal de Amiens (Ms. 108). Está elaborado en pergamino. Cuando la terminó el mismo monarca navarro le solicita una copia, la segunda Biblia de Pamplona, que pertenece a la Colección Oettinger-Wallestein de Harburg y actualmente se conserva en Augsburgo (Ms. I, 2 lat. 4º, 15). Se ha considerado que este segundo encargo se realizó pensando en alguna de sus hermanas (Teresa, Berenguela o Blanca) cuyos enlaces matrimoniales suponían una atenta y exigente dedicación del monarca.
Además de estas dos copias existe una tercera elaborada más de un siglo después aunque esta copia presenta muchos cambios, está traducida al francés y se emplean técnicas más refinadas. Se conseva este manuscrito en la Biblioteca Pública de Nueva York dentro de la Colección Spencer.
En el colofón del manuscrito de Amiens se recogen los datos del comitente, del canónigo encargado de su elaboración y la fecha de finalización de su encargo:

Explicit hic liber Deo gratias, quem lustrissimus Sancius rex Navarrae, filius Sancii nobilissimi regis Navarrorum, fecit fieri a Ferrando Petri de Funes, et Ferrandus Petri composuit hunc librum ad honorem domini regis et ad preces ipsius prout melius potuit, precipue ut omnipotensis Dei amores adquirat, et eiusdem regis Sancii possit gratiam invenire. Fuit autem consumatus hunc librum Era M.CC.XXX.V Anno ab incarnatione domini. M.C.LXXXX.VII.
Biblioteca Municipal de Amiens, ms. 108, f. 256v

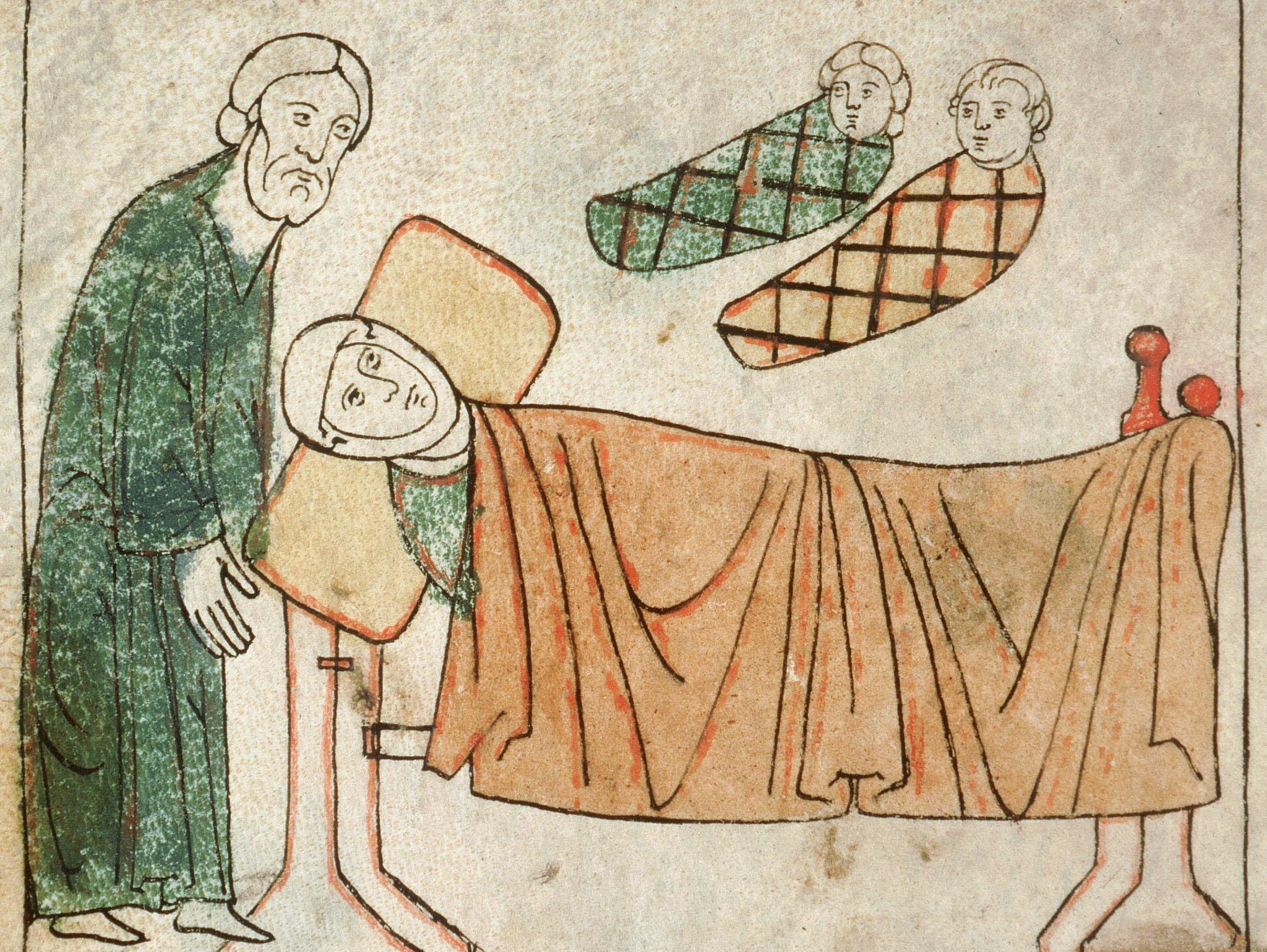
Naciemiento de Jacob (Amiens, Biblioteca Municipal, ms108, f15v)

Esta primera biblia, más bien un «libro de imágenes» como afirma la historiadora del arte, Soledad Silva, inaugura en la península ibérica una nueva tipología de manuscritos iluminados que «en realidad comienza a difundirse también en Francia y en Inglaterra hacia 1200, y estuvo destinado a la instrucción religiosa y a los ejercicios de devoción de los laicos como ponen de manifiesto varios ejemplares que nos han llegado de esta época.»
Como miniaturista realizó previamente otra biblia ilustrada aunque se desconoce el paradero de su obra. Aunque su manejo del oro y los colores en las miniaturas revelan impericia, por contra, es un «artista genial», según afirmaba en 1961 Anscari Mundó, que demuestra «una gran capacidad creadora, de fértil imaginación y una rara habilidad para captar» lo importante de cada una de las escenas. El historiador del arte, Joan Ainaud de Lasarte añadía también en 1961, que era «dibujante de recursos sencillos, pero de extraordinario poder sugestivo».
Siguiendo una práctica muy común que también empleaban los escultores de las portadas románicas, utilizó como modelos para sus dibujos a las personas de su entorno, es decir, gente del pueblo, labradores, comerciantes o artesanos.
Para el investigador suizo-americano, François Bucher, el autor ocupa un lugar destacado entre los miniaturistas medievales. Este investigador fue el primero en realizar un estudio en profundidad y de conjunto de los tres manuscritos.
Parece ser que en el segundo ejemplar, de mayor calidad, se utilizó un pergamino más fino, con una pigmentación más rica y mayor cantidad de oro. También fueron modificada una gran parte de las escenas e, incluso, se añadieron otras 90 más.